# Evergreen Park, Illinois
Evergreen Park är en ort (village) i Cook County, i delstaten Illinois, USA. Enligt United States Census Bureau har orten en folkmängd på 19 940 invånare (2011) och en landarea på 8,2 km².